# Dev Patel
Pour les articles homonymes, voir Patel.
Dev Patel, né le 23 avril 1990 à Harrow dans le Grand Londres, est un acteur britannique d'origine indienne.
Après avoir interprété Anwar Kharral dans les saisons 1 et 2 de la série anglaise Skins, sa célébrité devient mondiale en 2008 grâce à son rôle de Jamal dans le film Slumdog Millionaire.
Après plusieurs seconds rôles, il confirme en 2016 avec le drame Lion, réalisé par Garth Davis, où il incarne le personnage principal, Saroo Brierley.

## Biographie
Dev Patel est né de parents kényans d'origines indiennes.
Il commence à  pratiquer le taekwondo dans le club Rayners Lane Academy en 2000 et obtient sa ceinture noire le 11 mars 2006. Il participe à de nombreuses compétitions nationales et internationales et remporte 37 médailles, dont plusieurs en or. À la date du 10 juin 2007, il était toujours inscrit dans son club.

### Révélation
Après un premier rôle remarqué, au sein de la distribution principale de la série à succès Skins, entre 2007 et 2008, il est choisi pour incarner le héros du nouveau film de Danny Boyle, une adaptation du roman Les Fabuleuses Aventures d'un Indien malchanceux qui devint milliardaire de l'Indien Vikas Swarup. C'est grâce à la fille du réalisateur, fan de la série et dont la mère dirigeait le casting en Angleterre, qu'il est sélectionné pour ce rôle.
Slumdog Millionaire connaît un succès mondial, et remporte 8 Oscars en 2009, dont celui du meilleur film, et de nombreuses autres récompenses. Les comédiens du film sont aussi récompensés d'un Screen Actors Guild Award pour leur performance.

### Seconds rôles (2011-2015)

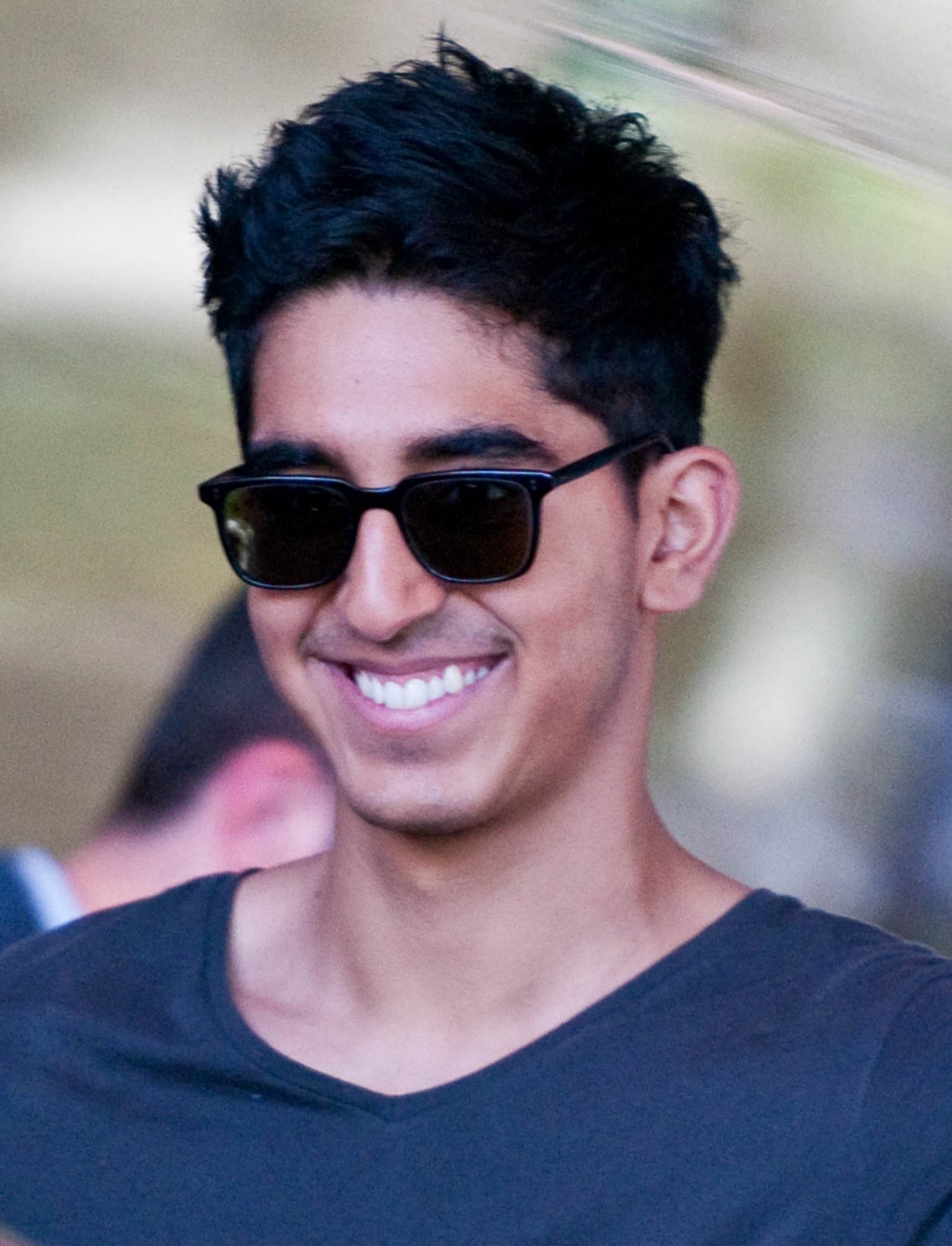
L'acteur au Festival international du film de Toronto 2011.

En 2010, il prête ses traits au méchant prince Zuko, dans Le Dernier Maître de l'Air, blockbuster fantastique de M. Night Shyamalan, qui est très mal reçu par la critique, mais obtient de bons résultats au box-office mondial.
En 2011, il est à l'affiche de Indian Palace, comédie dramatique de John Madden, dans laquelle il côtoie plusieurs acteurs britanniques renommés dont Judi Dench. Le film est acclamé par la critique, et reçoit un succès public inattendu à travers le monde occidental.
L'année suivante, il participe, avec James Franco et Heather Graham, au film indépendant About Cherry, dans lequel il incarne le meilleur ami de l'héroïne. La même année, il rejoint la distribution principale de la nouvelle création d'Aaron Sorkin, The Newsroom, aux côtés de Jeff Daniels et Emily Mortimer. Cette série dramatique, qui se déroule dans la rédaction d'une chaîne d'information câblée américaine fictive, connait trois saisons sur HBO jusqu'en 2014.
De mars à mai 2012, il apparaît dans une publicité qui promeut la Grande-Bretagne, avec d'autres personnalités britanniques, telles sa partenaire de Indian Palace, Judi Dench.
En 2015, il joue dans Indian Palace : Suite royale, pour lequel son rôle est plus développé, mais aussi dans le nouveau film de science-fiction de Neill Blomkamp, Chappie, où il joue un des rôles principaux au côté de Hugh Jackman. Cette même année sort la comédie dramatique indépendante The Road Within, dans laquelle il donne la réplique à un autre jeune comédien révélé par une série britannique, Robert Sheehan, la star des deux premières saisons de Misfits.

### Tête d'affiche (depuis 2016)
L'année 2016 est marquée par deux interprétations de personnages réels. Il prête d'abord ses traits au mathématicien Srinivasa Ramanujan dans le biopic The Man Who Knew Infinity, écrit et réalisé par Matthew Brown, dans lequel il donne la réplique à Jeremy Irons.
Mais il est surtout à l'affiche du drame Lion, adaptation signée Garth Davis de la vie du romancier Saroo Brierley. L'acteur y évolue aux côtés de Nicole Kidman et Rooney Mara. Sa performance d'acteur est plébiscitée par la critique et il obtient de nombreuses distinctions, notamment des nominations aux Golden Globes et aux Oscars en 2017, comme meilleur acteur dans un second rôle.
En 2018 il est à l'affiche de deux thrillers : tout d'abord, il joue dans le drame historique Hotel Mumbai avec Armie Hammer, puis il est l'acteur principal d'un film initiatique le ramenant en Inde, The Wedding Guest, écrit et réalisé par Michael Winterbottom.
En 2019, il est au casting d'une comédie britannique, The Personal History of David Copperfield, adaptation décalée du classique de Charles Dickens signée Armando Iannucci. Puis il côtoie Anne Hathaway, Tina Fey, Sofia Boutella ou encore Andy Garcia pour la mini-série new-yorkaise Modern Love.
Il fait ensuite ses débuts de réalisateur avec le film d'action Monkey Man prévu pour 2024.
Dev Patel a été nommée parmi les 100 personnes les plus influentes en 2024 par le Time Magazine, dans la catégorie « artiste ».

## Vie privée

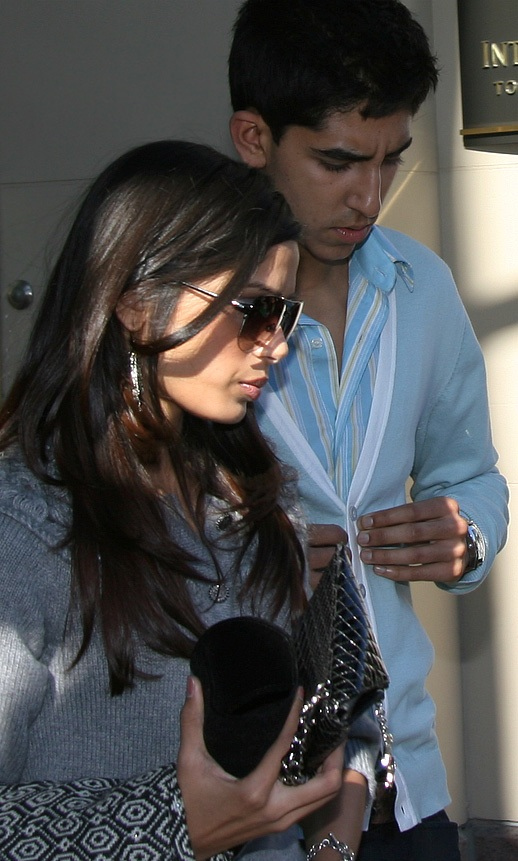
Aux côtés de son ex-compagne, Freida Pinto, en septembre 2008.

À partir d'avril 2009, il est en couple avec sa partenaire dans le film Slumdog Milionaire, Freida Pinto. Ils se séparent en décembre 2014.
Depuis janvier 2017, Dev Patel est en couple avec l'actrice australienne Tilda Cobham-Hervey.

## Filmographie
Sauf indication contraire, les informations mentionnées dans cette section peuvent être confirmées par la base de données cinématographiques IMDb,  présente dans la section « Liens externes ».

### Acteur

#### Cinéma
- 2008 : Slumdog Millionaire de Danny Boyle :  Jamal Malik
- 2010 : Le Dernier Maître de l'air  de M. Night Shyamalan : Zuko
- 2012 : Indian Palace (The Best Exotic Marigold Hotel) de John Madden : Sonny Kapoor
- 2012 : About Cherry de Stephen Elliott : Andrew
- 2015 : Indian Palace : Suite royale de John Madden : Sonny Kapoor
- 2015 : The Road Within de Gren Wells (en) : Alex
- 2015 : Chappie de Neill Blomkamp : Deon Wilson
- 2016 : L'Homme qui défiait l'infini (The Man Who Knew Infinity) de Matthew Brown : Srinivasa Ramanujan
- 2016 : Lion de Garth Davis : Saroo Brierley
- 2018 : Attaque à Mumbai (Hotel Mumbai) d'Anthony Maras : Arjun
- 2018 : L'Enlèvement (The Wedding Guest) de Michael Winterbottom : Jay
- 2019 : L'Histoire personnelle de David Copperfield (The Personal History of David Copperfield) d'Armando Iannucci : David Copperfield
- 2021 : The Green Knight de David Lowery : Sire Gauvain
- 2023 : La Merveilleuse Histoire de Henry Sugar (The Wonderful Story of Henry Sugar) (court métrage) de Wes Anderson : Dr Z.Z.  Chatterjee / John Winston
- 2024 : Monkey Man de lui-même : le « Kid »

#### Séries télévisées
- 2007-2008 : Skins : Anwar Kharral
- 2012-2014 : The Newsroom : Neal Sampat
- 2019 : Modern Love : Joshua (2 épisodes)

### Réalisateur et scénariste
- 2024 : Monkey Man

## Distinctions

### Récompenses
- 2008 : Black Reel Awards de la meilleure révélation masculine dans un drame pour Slumdog Millionaire (2008).
- 2008 : Black Reel Awards du meilleur acteur dans un drame pour Slumdog Millionaire (2008).
- 2008 : British Independent Film Awards de l’acteur le plus prometteur dans un drame pour Slumdog Millionaire (2008).
- 21e cérémonie des Chicago Film Critics Association Awards 2008 : Acteur le plus prometteur dans un drame pour Slumdog Millionaire (2008).
- 2008 : National Board of Review Awards du meilleur espoir dans un drame pour Slumdog Millionaire (2008).
- 2008 : Phoenix Film Critics Society Awards de la meilleure révélation devant la caméra dans un drame pour Slumdog Millionaire (2008).
- 2008 : Washington DC Area Film Critics Association Awards de la meilleure révélation masculine dans un drame pour Slumdog Millionaire (2008).
- 14e cérémonie des Critics' Choice Movie Awards 2009 : Meilleur espoir dans un drame pour Slumdog Millionaire (2008).
- 2009 : Online Film & Television Association Awards du meilleur espoir masculin dans un drame pour Slumdog Millionaire (2008).
- 15e cérémonie des Screen Actors Guild Awards 2009 : Meilleure distribution dans un drame pour Slumdog Millionaire (2008) partagée avec Rubina Ali, Tanay Chheda, Ashutosh Lobo Gajiwala, Azharuddin Mohammed Ismail, Anil Kapoor, Irrfan Khan, Ayush Mahesh Khedekar, Tanvi Ganesh Lonkar, Madhur Mittal et Freida Pinto.
- 2014 : Napa Valley Film Festival du meilleur acteur dans un second rôle dans une comédie dramatique pour The Road Within (2014).
- 2015 : Milano International Film Festival Awards du meilleur acteur dans un second rôle dans une comédie dramatique pour The Road Within (2014).
- 2016 : Capri du meilleur acteur dans un second rôle dans un drame biographique pour Lion (2016).
- Australian Academy of Cinema and Television Arts Awards 2017 : Meilleur acteur dans un second rôle dans un drame biographique pour Lion (2016).
- 70e cérémonie des British Academy Film Awards 2017 : Meilleur acteur dans un second rôle dans un drame biographique pour Lion (2016).
- 2017 : CinEuphoria Awards (es) du meilleur acteur dans un second rôle dans un drame biographique pour Lion (2016).
- Festival international du film de Santa Barbara 2017 : Lauréat du Prix Virtuoso du meilleur acteur dans un second rôle dans un drame biographique pour Lion (2016).

### Nomination
- 2019 : British Independent Film Awards du meilleur acteur dans une comédie dramatique pour The personal history of David Copperfield (2019).
- 2020 : Indiana Film Journalists Association Awards de la meilleure distribution dans une comédie dramatique pour The personal history of David Copperfield (2019).
- National Film Awards 2020 : Meilleur acteur dans une comédie dramatique pour The personal history of David Copperfield (2019).
- 2021 : Georgia Film Critics Association Awards du meilleur acteur dans une comédie dramatique pour The personal history of David Copperfield (2019).
- 78e cérémonie des Golden Globes 2021 : Golden Globe du meilleur acteur dans un film musical ou une comédie pour The personal history of David Copperfield (2019).
- 25e cérémonie des Satellite Awards 2021 : Meilleur acteur dans une comédie dramatique pour The personal history of David Copperfield (2019).

## Voix françaises
En version française, Dev Patel est principalement doublé par Juan Llorca.
| - Juan Llorca dans : - Slumdog Millionaire - Le Dernier Maître de l'air - The Road Within - Chappie - L'Homme qui défiait l'infini - Lion - Attaque à Mumbai - Modern Love (série télévisée) - L'Histoire personnelle de David Copperfield - The Green Knight - La Merveilleuse Histoire de Henry Sugar - Venin (court-métrage) - Monkey Man | - Sonny Thongsamouth dans : - Indian Palace - Indian Palace : Suite royale Et aussi - Alexandre Nguyen dans Skins (série télévisée) - Jérémy Prévost dans The Newsroom (série télévisée) - Sébastien Hébrant (Belgique) dans L'Enlèvement |